# Carlos Layoy
Carlos Daniel Layoy (né le 26 février 1991) est un athlète argentin, spécialiste du saut en hauteur.

## Biographie
Il codétient, avec 2,25 m réalisés lors des Jeux sud-américains de Cochabamba en juin 2018, le record national du saut en hauteur.

## Palmarès
| Date | Compétition                    | Lieu         | Résultat | Marque |
| ---- | ------------------------------ | ------------ | -------- | ------ |
| 2011 | Championnats d'Amérique du Sud | Buenos Aires | 3e       | 2,20 m |
| 2018 | Jeux sud-américains            | Cochabamba   | 3e       | 2,25 m |
| 2021 | Championnats d'Amérique du Sud | Guayaquil    | 3e       | 2,17 m |
| 2023 | Championnats d'Amérique du Sud | São Paulo    | 1er      | 2,23 m |

## Records
| Épreuve         | Épreuve   | Marque      | Lieu       | Date           |
| --------------- | --------- | ----------- | ---------- | -------------- |
| Saut en hauteur | Plein air | 2,25 m (NR) | Cochabamba | 6 juin 2018    |
| Saut en hauteur | En salle  | 2,16 m      | Cochabamba | 2 février 2020 |